# ザ・フレッシュ!
『ザ・フレッシュ!』（THE FRESH）は、TBS系列で1994年10月3日から1996年5月31日まで生放送された朝の報道・情報番組である。本項目ではリニューアル版の『フレッシュ!』についても説明する。

## ザ・フレッシュ!
『ザ・フレッシュ!』とは、TBS系列で1994年10月3日 - 1995年6月30日に放送された朝の報道・情報番組である。
現社屋であるTBS放送センター（ビッグハット）に移転した1994年10月3日に放送開始。前番組『ビッグモーニング』より放送開始時刻を10分前倒しして6:50からのスタートとし、司会陣に、大型番組の司会は初挑戦となる柴田秀一、看板女性アナウンサーだった福島弓子、雨宮塔子を起用して「フレッシュ」な雰囲気を演出、美人タレントによる天気予報や毎朝の料理コーナーなどで構成されていた。視聴率は比較的安定していたが、1995年6月30日にとりあえず終了となり、リニューアル版の『フレッシュ!』へ引き継いだ。
TBSなど一部系列では、前時間番組終了後に、ジャンクションが放送されていた。

### 出演者
司会
- 柴田秀一
- 福島弓子
- 雨宮塔子

いずれも当時TBSアナウンサー。『8時10分のニュース』も3人で担当した。
お天気キャスター
- やまざき幸恵
- 岩澤昌美

### テーマ曲
オープニング
- ｢My Precious Day｣米光美保

エンディング
- 前期「あなたの全部」渡辺美里
- 後期「Echoes〜地平線まで追いかけて〜」近藤名奈

### 番組内容
- 第1回のゲストは福原愛であった。

## フレッシュ!
『フレッシュ!』（FRESH）とは1995年7月3日から1996年5月31日まで放送された前番組『ザ・フレッシュ!』のマイナーチェンジ的番組。
ただし、TBS新人アナウンサーの「お天気3人娘」以外はベテランのキャスター陣で固められ、当初のコンセプトである「フレッシュ」とは言いがたい雰囲気となった。前司会役の柴田はニュース担当のリポーター（いまで言うフィールドキャスター）に降格され、スタジオからのニュースはすでにアナウンスの第一線を退き、コメンテーターを務めていた五味陸仁が担当するなど、不可解な部分もあった。
前番組同様に芸能情報、凶悪事件など一層センセーショナルな内容で、視聴率は前番組同様やはり比較的安定していた。しかし、オウム真理教の一連の事件の発端となったTBSビデオ問題の影響を受け、制作を担当していた社会情報局が廃止になったため1996年5月31日に打ち切りになった。また、『朝のホットライン』以来続いた8時台の全国ニュースも本番組の終了と共に廃枠となり、次番組の『おはようクジラ』からは6時台に一本化された。
引き続き、TBSなど一部系列では、前時間番組終了後に、ジャンクションが放送されていた。

### 出演者
司会
- 梶原しげる
- 藤井香織（現在：鳥居かほり）

お天気キャスター（お天気3人娘）
- 小川知子（TBSアナウンサー。当時新人）
- 堀井美香（当時同上）
- 小島慶子（当時同上）

スポーツキャスター
- 角盈男

コメンテーター（ご意見番）
- 五味陸仁（当時TBS報道局デスク。『8時10分のニュース』も兼務）
- 有田芳生

ニュース担当リポーター
- 柴田秀一（前メインキャスター）
- 服部陽介（フリーアナウンサー、元新潟放送）

### テーマ曲
オープニング
- オリジナルのインストゥルメンタル曲。

エンディング
- 前期「ダイヤ」大塚ジュンコ
- 後期「Hope」野田幹子

### スタッフ
最終回（1996年5月31日放送分）
- スポーツ：新里幸久、川辺豊
- 芸能デスク：島村則宏
- ナレーター：小野田英一、田丸楓
- TD：永田俊昭
- VE：金澤健一
- 音声：吉田克弥
- 照明：ティエルシー
- 美術プロデューサー：稲木大
- 美術デザイン：藤井豊
- 編集：東放制作
- 効果：サウンズアート
- TK：長田みどり
- 協力：ウェザーマップ
- 構成：渡辺豊、会沢展年
- 制作協力：TBSビジョン
- プロデューサー：渡辺好明
- ディレクター：伊藤喜澄、鴨下潔、山崎国夫、太田淳一、清水政夫、鈴木研吾、加藤征吾・柴田万喜子、荒牧克久
- AD：後藤剛士、片山賢太郎
- 担当プロデューサー：三田村泰宏
- 制作：長田透
- 製作著作：TBS